# Leucopis setifrons
Leucopis setifrons är en tvåvingeart som beskrevs av Tanasijtshuk 1986. Leucopis setifrons ingår i släktet Leucopis och familjen markflugor. Inga underarter finns listade i Catalogue of Life.